# Wingertsbergwand

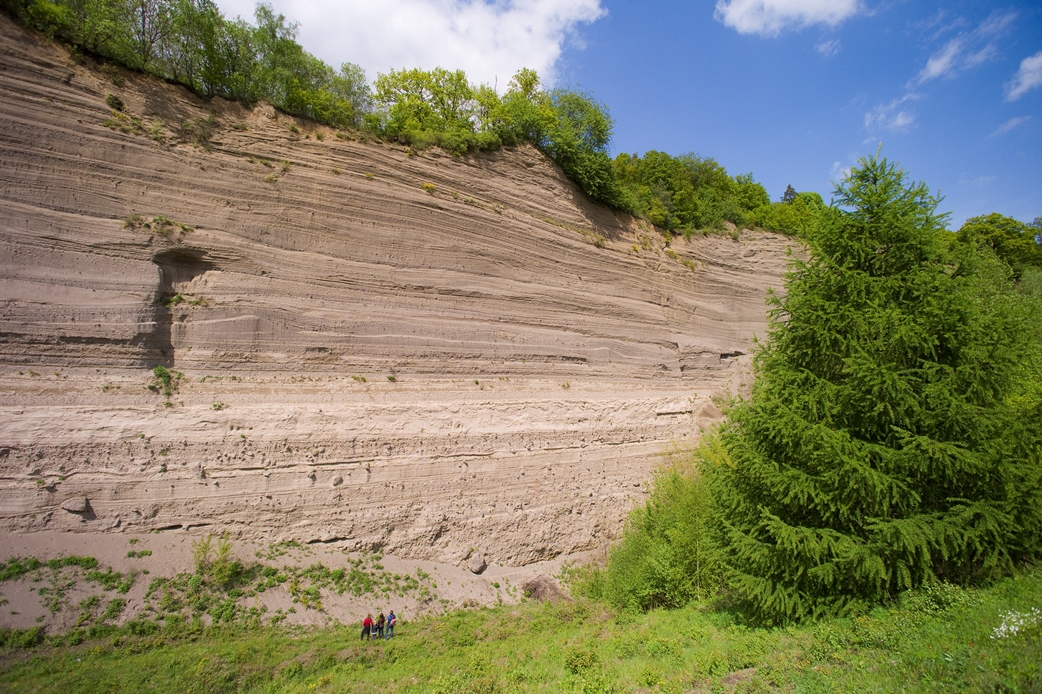
Wingertsbergwand

Die Wingertsbergwand bei Mendig ist eine bis zu 60 Meter hohe und mehrere hundert Meter lange Bims- und Tuffwand am 300 m hohen Wingertsberg, die durch den Abbau vulkanischer Rohstoffe freigelegt wurde. Der Aufschluss dokumentiert den Ausbruch des Laacher-See-Vulkans vor ca. 12.900 Jahren.

## Entstehung
Vor ca. 12.900 Jahren brach der Laacher-See-Vulkan, ca. 2 Kilometer nördlich der heutigen Wingertsbergwand, innerhalb weniger Tage aus. Lediglich die Endphase zog sich wahrscheinlich über mehrere Monate hin. Der gewaltigste Vulkanausbruch der jüngeren Erdgeschichte in Mitteleuropa schleuderte ca. 6,5 km³ vulkanisches Material aus, wobei der Ausbruch nicht gleichförmig, sondern höchst komplex verlief. Die unterschiedlichen Ausbruchsmechanismen führten zu unterschiedlichen Ablagerungen vulkanischen Gesteins und sind heute am Aufschluss der Wingertsbergwand sichtbar.
Die untersten Ablagerungsschichten enthalten Partikel, die beim Durchschlagen der Erdoberfläche mitgerissen wurden, wie Schotter, Tone, Basalte älterer Vulkankegel und Holzkohle entwurzelter Bäume.
In der plinianischen Hauptphase stieg zunächst eine Eruptionssäule bis zu 30 Kilometer hoch und führte zu Fallablagerungen von Bims, auch „Fallout“ genannt. Die Bimsschicht ist immer wieder von Bomben von bis zu 4 Meter Durchmesser durchsetzt, da die Eruption ältere Lavaströme durchbrach und das Gestein bis zu 2 Kilometer weit durch die Luft schleuderte. Es folgen dunkle, fremdgesteinsreiche Bänder mit Schiefer, die darauf hinweisen, dass sich die Eruption verändert hatte: Die Kraterwände waren eingebrochen und der Schlot verlagerte sich. Im weiteren Verlauf entstanden Glutlawinen, pyroklastische Ströme, die für helle Ablagerungsschichten, Ignimbrite, verantwortlich sind. In Talniederungen, wie dem Krufter Bachtal, erreichten die Ablagerungen der Glutlawinen eine Mächtigkeit von rund 30 Metern. Es folgte die höchste plinianische Eruptionssäule des gesamten Ausbruchs. Die Säule stieg mehr als 30 Kilometer in die Höhe und förderte besonders große Mengen an Bims. Die Fallablagerungen sind als sogenannte „Autobahn“, eine auffallende regelmäßige Doppelschicht von Fallablagerungen, an der Wingertsbergwand sichtbar.
Nach einer längeren Pause folgte die Endphase des Ausbruchs, die wahrscheinlich mehrere Monate andauerte. Wiederholungen von phreatomagmatischen Eruptionen mit Base Surges und Glutlawinen führten zu über 15 Meter mächtigen, dünenartigen grauen Ablagerungsschichten.

## Wissenschaftliche und touristische Bedeutung
Die Wingertsbergwand, ein Landschaftsdenkmal des Vulkanparks, zählt zu den „Nationalen Geotopen“ in Deutschland. Sie ist für Vulkanologen international von großer Bedeutung. Ihre Erforschung und Entschlüsselung trug zur Erklärung vulkanischer Phänomene weltweit bei. Die Wand wurde von Diplom-Geologin Cornelia Park in Zusammenarbeit mit dem Vulkanologen Hans-Ulrich Schmincke zwischen 2012 und 2014 erneut eingehend untersucht. Ihre neuesten Forschungsergebnisse wurden von der Vulkanpark GmbH und dem Forschungsbereich Vulkanologie, Archäologie und Technikgeschichte in Mayen, einer Außenstelle des Römisch-Germanischen Zentralmuseums Mainz, aufgegriffen und sind Grundlage der Informationstafeln vor Ort. Die Tafeln erläutern ausführlich den Ausbruch des Laacher-See-Vulkans und den daraus resultierenden Aufbau der Wand. Der Geopfad ist für Besucher frei zugänglich.